# Blyxa leiosperma
Blyxa leiosperma är en dybladsväxtart som beskrevs av Gen-Iti Koidzumi. Blyxa leiosperma ingår i släktet Blyxa och familjen dybladsväxter. Inga underarter finns listade.